# Alfred Lorenz (Politiker)
Alfred Lorenz (* 29. Dezember 1893 in Schönheide; † 16. Dezember 1958 in Werdau) war ein deutscher Kommunalpolitiker. Er war von 1924 bis 1942 Bürgermeister der Stadt Planitz bei Zwickau und von 1942 bis 1945 der Stadt Kamenz.

## Leben
Lorenz stammte aus dem Westerzgebirge. Nach dem Schulbesuch erwarb er erste praktische Erfahrungen in Döbeln und Nossen, bevor er 1913 in den Dienst der Gemeinde Oberplanitz trat. Von 1915 bis 1918 nahm er am Ersten Weltkrieg teil. Nach seiner Rückkehr wurde er Leiter der Sparkasse in Oberplanitz. Nach der Vereinigung von Oberplanitz und Niederplanitz zur Stadt Planitz mit ca. 22.500 Einwohnern stellte er sich als Gemeindesekretär erfolgreich der Wahl zum Bürgermeister und prägte in den folgenden Jahren das Bild der neuen Stadt. Er blieb auch nach der „Machtergreifung“ der Nationalsozialisten 1933 im Amt. Unter seiner Leitung der städtischen Geschäfte kam es u. a. auch zu Übergriffen der SA. Es wurde gewaltsam gegen SPD-, KPD- und Gewerkschaftsfunktionäre vorgegangen. Im April 1934 wurde ein Polizeihauptwachtmeister nach § 4 des "Gesetzes zur Wiederherstellung des Berufsbeamtentums" aus dem Stadtrat und Polizeidienst entlassen und 1938 wurden im Zuge der Judenverfolgung u. a. eine Filiale des Kaufhauses Schocken unter Wert verkauft.
1942 erfolgte seine Versetzung nach Kamenz. Dort wurden u. a. KZ-Häftlinge des KZ Groß-Rosen als Außenstelle in der Herrenmühle untergebracht. In einer Beratung mit den Beigeordneten der Stadt Kamenz erklärte Lorenz, dass er dazu die Genehmigung nicht erteilt habe.
Am Kriegsende 1945 wurde er von der sowjetischen Besatzungsmacht verhaftet und im Speziallager Nr. 1 Mühlberg und in der Haftanstalt Bautzen inhaftiert.